# Honda Smile Mission
『Honda Smile Mission』（ホンダ・スマイル・ミッション）は、2009年4月1日から2021年3月31日までJFN系列で放送されていたラジオ番組。本田技研工業（Honda）の一社提供。

## 番組概要
2009年3月31日まで放送されていた『Honda SWEET MISSION』の後継番組で、前番組と同様にTOKYO FMの朝のワイド番組『ONE MORNING』内（一部地域を除く。2019年3月までは『クロノス』内で放送。） で放送されていた。
本番組は日本中の笑顔を探しに行くことを目標としており、探偵事務所「フラワーカンパニー」のボスからの指令を受けて、様々な「ご当地情報」を紹介する。また番組終了後にはSNS上にレポートの詳細がリアルタイムでアップロードされる。『Honda SWEET MISSION』では海外で活躍している女性や各国の都市に焦点を当てていたのに対し、『Honda Smile Mission』では国内の都道府県に焦点を当てている（番組のウェブサイトでは都道府県旗とともに過去のリポートを掲載）。また、前番組ではインタビュー対象が女性限定だったのに対して、この番組では性別・年齢問わずインタビューを行っている。なお、2020年4月以降は、新型コロナウイルスへの影響ならびに感染防止を考慮し現地での取材を行わず、電話インタビューあるいはZoomを利用したインタビューを行った。
番組専用のホンダ・フィットハイブリッド（番組ではプチェコ号と呼んでいる。後述）でレポートしていた。

### シリーズの終焉
2021年2月15日のエンディングで、ボスから塚地への電話で、「え、ルーシーが、ついに昇進」「え、ゆっぴー（太田唯）も転属ですか」と告げられる形で、3月31日をもって番組が終了することが発表され、開始から12年、前身の『Sweet Mission』時代を含めて16年の放送に幕を閉じた。放送最後の1ヶ月間はレポートはコンプリートという形で終了となり、レギュラーメンバー全員が事務所に集合して、これまでのレポートや放送内容を振り返るミーティング形式で構成された。
2005年4月末、『ALL NEW宣言キャンペーンインタビュー』（『6Sense』内包）終了以降のこの枠は朝のワイド番組の進行から独立した箱番組を放送していたが、本番組終了後は朝のワイド番組のスタジオから番組パーソナリティが放送する内容に戻された。

## 放送内容
詳細は、公式サイトのREPORTSを参照。各都道府県を1週間にわたり紹介するが、2017年度からは原則として水曜日のみ東京都を固定化して紹介している。
全体として、私立探偵事務所「フラワーカンパニー」の"ボス"からのミッションを受けてレポートしてもらう、という流れと、担当者を「チーフ」と呼ぶのは前番組とは同様だが、「世界中の働く女性」のみをターゲットとしていない点が異なり、「スペシャルエージェント」も海外在住ではなくなった。

### 開始当初
月曜日
- ご当地WOMAN - 各都道府県で活躍する女性を紹介。

※週初めとなる月曜日の冒頭のみ、探偵事務所フラワーカンパニーやメンバー紹介のナレーションが入る。
火曜日
- お取り寄せスイーツ - 各地にあるオススメの「スイーツ」（洋菓子・デザート）を紹介。番組内での試食もあり。

水曜日
- オススメスポット - 博物館や動物園などの観光地紹介。

木曜日
- グルメ情報 - その土地でしか味わえない食べ物を取り上げる。

金曜日
- イベント情報 - 週末のお出かけ情報を紹介。

### 2012年度
2012年度は曜日ごとに人物などのテーマを定めていた。
- 月曜日：カルチャー
- 火曜日：スタア（スターとも表記）
- 水曜日：フード
- 木曜日：ネイチャー
- 金曜日：ご当地情報

### 2019年度以降
2019年度以降はリスナーからの情報（口コミ）コーナーを固定化した。
- 水曜日：ViViDウェンズデー（ゆっぴーこと太田唯が担当することから「ゆっぴーリサーチ」とも称される）
- 金曜日：リスナー情報フライデー

### その他
時折総集編やスペシャルリサーチ（ご当地ネタに関係ないテーマやイベントのリサーチ）が行われる。イベント取材等で1回の放送では紹介しきれない場合は、何回かに渡って分けて放送することもある。また、年末でその年の最後の放送や新メンバーの加入等がある場合は、メンバー全員が事務所に集合してトークをする特別枠となる。

## 年度テーマ
2013年度のROAD5から年度ごとのテーマを制定した。
- 2013年度（ROAD5）：日本の未来に会いに行く
- 2014年度（ROAD6）：出会いが明日をつくる
- 2015年度（ROAD7）：好奇心を走らせろ!
- 2016年度（ROAD8）：可能性は∞（無限大）
- 2017年度（ROAD9）：情熱 MAKE THE WORLD
- 2018年度（ROAD10）：HAPPY-GO-SMILE
- 2019年度（ROAD11）：時代を変える旅に出よう
- 2020年度（ROAD12）：MEET YOUR SMILE

## 出演者
パーソナリティ
- SHEILA - 「フラワーカンパニー」チーフエージェント。

2009年4月1日 - 2012年3月2日、2012年7月2日 - 2013年9月2日、2014年1月3日 - 番組終了
ニックネームはシェイチー。メンバーのニックネームは、番組の最後の「スマイル、（ニックネーム）!」という形で締めにも使用される。最後につけられる「チー」は「チーフ」の意であり、SHEILA・塚地だけでなくSHEILAの代理エージェントも同じように使用。SHEILAの担当回は「スマイルシェイチー!」で締めるのが決め台詞である。
2014年4月期より、それまでの毎週出演から隔週出演となる。
2019年6月17日の放送にて、病気療養のため休業すると発表された。後述の通り、休業発表後の初週は太田唯が代役としてパーソナリティを担当。その後は塚地が隔週ローテから毎週の担当となった。
その後、2021年3月26日の放送でSHEILAの話題こそされたものの、その際に所属事務所からのコメントが発表されたのみで、最後まで復帰する事なく番組は終了したため事実上の途中降板となる。
- 塚地武雅(ドランクドラゴン) - 「フラワーカンパニー」エグゼグティブエージェント。

2016年4月1日 - 番組終了
当初はSHEILAとの隔週ローテ出演だったが、2019年6月24日の放送よりSHEILAの休業に伴い毎週出演となる。
ニックネームはツカッチー。塚地担当の週は男性視点からのコメントも織り交ぜられる。最後は「スマイルツカッチー!」で締める。
- 杉浦太陽 - 「フラワーカンパニー」サブチーフ。ニックネームはタイヨッチー。

2014年3月31日 - 2016年3月31日（SHEILAと交代して隔週での出演）
- 近藤祐司 - 「フラワーカンパニー」代理チーフ。ニックネームはコンチー。

2012年3月5日 - 6月29日（SHEILAの長期休暇(産休)による）、2013年9月3日 - 9月27日
2020年4月1日 - 番組終了（オープニングナレーション・オープニングの提供クレジット読み上げ）
- 中尾明慶 - 「フラワーカンパニー」代理チーフ。ニックネームはアキヨチー。

2013年10月1日 - 2014年1月3日（SHEILAの産休による。番組名目上は「長期出張」）
レポーター
- ルーシー☆インザスカイ - スペシャルエージェント
  - 本番組のメインリポーターとして日々全国を駆け巡り、水曜日以外は基本毎日彼女がリポートを担当。ニックネームはルーシーで、リポートの最後に「スマイルーシー!」で元気に締めるのが「お約束」となっている。
- 太田唯 - ヤングエージェント
  - 2017年5月12日放送よりフラワーカンパニーに新加入した新人エージェントで水曜日のリポートを担当。ニックネームはゆっぴー。10代・20代に話題のトレンドな人たちをリサーチするがイベント取材などの際にはルーシーと2人で取材することもある。彼女のリポートの最後の締めは「スマイルゆっぴー!」。2019年6月17日 - 6月21日にSHEILAの代役としてパーソナリティを担当。

ボス
探偵事務所フラワーカンパニーのボス。名前こそ出てくるが番組には一切出演せず、正体も不明である。取材先はボスからの指令という形で行われ、リポーターであるエージェントと、社用車のリポートカーのプチェコとのコンビで派遣という形を取っている。
正体は最後まで明かされる事がないまま完結した。
オープニングナレーション（いずれも番組ウェブサイトには表記なし）
- 今井広海（開始時 - 2019年度）
- 近藤祐司（2020年度、オープニングの提供クレジット読み上げも兼務）

## 歴代社用車（リポートカー）
- 初代 - タンポポ号（ホンダ・ライフ）2009年4月1日 - 2010年6月18日
- 2代目 - ピンキー号（ホンダ・フィットシーズ）2010年6月21日 - 2010年10月15日
- 3代目 - プチェコ号（初代：ボディカラー 緑）（ホンダ・フィットハイブリッド）2010年10月18日 - 2014年8月1日
  - 2012年からは世界で初めて会話ができるラジオパーソナリティとして登場[9][10]。同年の7月16日の放送から[11]、冒頭のミッション内容や終了時に締めの一言などをつぶやく形で出演している。
  - 番組公式設定では「謎のスペシャルエージェント」と紹介。喋りは子供口調で年齢設定は低めとなっている。
- 4代目 - プチェコ号[12]（2代目：ボディカラー 青）（ホンダ・フィットハイブリッド）2014年8月3日 - 2018年8月24日
- 5代目 - プチェコ号（3代目：ボディカラー 黄）（ホンダ・フィットハイブリッド）2018年8月27日 - 2020年3月20日
  - 2020年3月16日～20日を『さようなら！プチェコ Specialリサーチ』とし、年度内をもって番組卒業となった[13]。
  - 3代目～5代目は「バージョンアップ（お色直し）」の扱いで、バージョンアップ毎にボディカラーや表情も異なる。また、一時的にフリードスパイクを使っていたこともあった。

## 放送時間
- JFN36局：月曜 - 金曜 8:10 - 8:18（JST）
  - エフエム群馬（FM GUNMA）および三重エフエム放送（FM三重）は別番組（自社制作番組）。なお、エフエム栃木（RADIO BERRY）では自社制作のワイド番組『Bloomin'』（金曜のみ『Flying Friday』）内で放送。
  - 広島エフエム放送（広島FM）では8月6日に限り広島平和記念式典の中継のため10:50から時差ネット。
  - 2014年6月20日は2014 FIFAワールドカップ 日本 vs ギリシャ戦のラジオ実況中継放送のため、1時間遅れの9:10 - 9:20で放送。

## 震災の影響
2011年3月11日に発生した東北地方太平洋沖地震（東日本大震災）に伴い、同年3月14日から5月20日までの放送は休止となり（地震当日の放送週は岩手県を紹介していた）、Hondaによる番組提供も見合わせとなった（この間もホームページの更新は行われている）。5月23日の放送再開以降は震災関連のリポートや被災者支援の情報を伝えた。このため、2周目(2010年度)と3周目(2011年度)は放送上では全国47都道府県のレポートを行わないまま終了している。
翌年の2012年以降、地震発生日を含む週の放送は震災の被災地（岩手県、宮城県、福島県、茨城県のいずれか）を特集している。

## CM出演
2018年7月にホンダの新型N-VAN（エヌバン）シリーズの発売の際には、フラワーカンパニーのメンバー全員が出演するラジオCMが製作された。2019年時点では、ルーシー、太田の2人とプチェコが出演している。